# نوستینو
نوستینو (به لاتین: Nevestino) یک منطقهٔ مسکونی در بلغارستان است که در شهرستان نوستینو واقع شده‌است. نوستینو ۶۵۳ نفر جمعیت دارد.